# Elecciones parlamentarias de Nepal de 1994
Las elecciones parlamentarias tuvieron lugar en Nepal el 15 de noviembre de 1994 para elegir a la Cámara de Representantes (Pratinidhi Sabha). El Rey Birendra llamó a elecciones después de que colapsara el gobierno que presidía el Congreso Nepalí (NC) dirigido por Girija Prasad Koirala. Los resultados vieron que el Partido Comunista de Nepal (Marxista-Leninista Unificado) (CPN/UML) ganara más escaños, a pesar de que el Congreso Nepalí (NC) obtuviera más votos.
Así Man Mohan Adhikari del Partido Comunista de Nepal (Marxista-Leninista Unificado) (CPN/UML) quedó al frente de un gobierno en minoría.

## Antecedentes
El Rey Birendra inicia la transición a la democracia en 1990, en un proyecto que buscaba convertir al país en una monarquía constitucional después de las crecientes protestas del Movimiento Popular de 1990. El 1991 multi-elecciones de partido dio como resultado que el partido Congreso Nepalí ganar una mayoría con 112 de los 205 asientos. Girija Prasad Koirala fue escogido por el Congreso Nepalí como su dirigente en el parlamento y nombrado Primer ministro.
Por 1994 la situación económica en Nepal había empeorado y la oposición acusó el gobierno de ser corrupto. Las divisiones también habían surgido dentro del Nepalí Congreso después de que Primer ministro Koirala estuvo acusado de ayudar para asegurar que el presidente del Congreso Nepalí, Krishna Prasad Bhattarai, fue derrotado en un por-elección en febrero de 1994. Estas divisiones dirigieron a 36 parlamentarios del Congreso Nepalí que abstienen en un voto parlamentario en julio de 1994 dirigiendo al gobierno que pierde el voto. Como resultado, Koirala ofrecido su dimisión como Primer ministro y el Birendra disolvió el parlamento con elecciones nuevas para el 13 de noviembre. Koirala Quedado encima tan caretaker Primer ministro hasta la elección.

## Campaña
La elección vio 1,500 candidatos extendidos encima 24 partidos que compiten para los 205 asientos en la Cámara de Representantes. El principal dos partidos en la elección eran el gobernante Congreso Nepalí y el partido de oposición principal, el Partido Comunista de Nepal (Marxista-Leninista Unificado). El Nepalí el congreso llamado en votantes para enganchar con su partido y no para confiar poder a un partido Comunista  acusaron de ser irresponsables.
El partido Comunista reforma de tierra pedida para romper arriba de grande landholdings y dar tierra a landless campesinos nepaleses. Otras promesas hicieron por el partido electricidad y agua corriente incluidas para todos los  votantes y para cada pueblo para tener al menos uno televisivo. Mientras el partido pidió inversión extranjera para ser un poco restringido y para privatizaciones para ser limitadas, ellos también acentuados que  creyeron en una economía mixta y no apoyó nacionalización. Acusaron al gobierno del Congreso Nepalí de haber sido incompetente y corrupto y dijo que un cambio en gobierno estuvo requerido.
Encima día de elección él  había alguna violencia resultando en una muerte y otro 15 ser de personas hirió. 124 elección internacional los monitores observaron la elección y las encuestas nuevas estuvieron ordenadas en 31 constituencies donde la violencia había ocurrido.

## Resultados de elección
Los resultados vieron el Nepalí partido de Congreso pierde su mayoría en el parlamento y el partido Comunista devenían el grupo más grande en la Cámara de Representantes. Aun así ningún partido ganó los 103 asientos requirieron para una mayoría en su propio. El pro-partido de monarquía, el Rastriya Prajatantra Partido, los beneficios significativos hechos que ganan 20 asientos arriba del 4  habían ganado en la elección anterior. Concurrencia de votante era 58% una disminución del 60% quién había votado en la elección anterior en 1991.
| Partido                                                  | Dirigente                 | Candidatos | Candidatos | Votos     | Votos | Votos | Asientos | Asientos |
| Partido                                                  | Dirigente                 | Núm.       | +−         | Núm.      | %     | +− %  | Núm.     | +−       |
| -------------------------------------------------------- | ------------------------- | ---------- | ---------- | --------- | ----- | ----- | -------- | -------- |
| Nepalí Congreso                                          | Girija Prasad Koirala     | 205        | +1         | 2,545,287 | 33.38 | -4.37 | 83       | -27      |
| Partido comunista de Nepal (Unificado marxista-Leninist) | Hombre Mohan Adhikari     | 196        | +19        | 2,352,601 | 30.85 | +2.87 | 88       | +19      |
| Rashtriya Prajatantra Partido                            | Surya Bahadur Thapa       | 202        | *          | 1,367,148 | 17.93 | +5.99 | 20       | +16      |
| Nepal Sadbhavana Partido                                 | Gajendra Narayan Singh    | 86         | +11        | 265,847   | 3.49  | -0.61 | 3        | -3       |
| Sanyunkta Janamorcha Nepal                               | Nirmal Lama               | 49         | -21        | 100,285   | 1.32  | -3.51 | 0        | -9       |
| Rashtriya Janamukti Partido                              | Gore Bahadur Khapangi     | 82         | -          | 79,996    | 1.05  | -     | 0        | -        |
| Partido de los Trabajadores y los Campesinos de Nepal    | Narayan Hombre Bijukchhe  | 27         | -3         | 75,072    | 0.98  | -0.27 | 4        | +2       |
| Nepal Janabadi Morcha                                    | Carnero Raja Prasad Singh | 41         | -          | 32,732    | 0.43  | -     | 0        | -        |
| Partido Comunista de Nepal (Marxista)                    |                           | 49         | -          | 29,571    | 0.39  | -     | 0        | -        |
| Partido Comunista de Nepal (Unido)                       | Bishnu Bahadur Manandhar  | 34         | -          | 29,273    | 0.38  | -     | 0        | -        |
| Nepalí Congreso (Bisheswar) Partido                      |                           | 10         | -          | 12,571    | 0.16  | -     | 0        | -        |
| Rashtriya Janata Parishad                                |                           | 28         | -          | 8,931     | 0.13  | -     | 0        | -        |
| Janabadi Morcha (Nepal)                                  |                           | 3          | -11        | 3,681     | 0.05  | +0.03 | 0        | +0       |
| Prajatantrik Lokdal                                      |                           | 10         | -          | 3,082     | 0.04  | -     | 0        | -        |
| Nepal Praja Parishad                                     |                           | 7          | -          | 1,832     | 0.02  | -     | 0        | -        |
| Rashtriya Janata Partido                                 |                           | 7          | -2         | 1,525     | 0.02  | -0.04 | 0        | +0       |
| Nepalí Congreso (B.P.)                                   |                           | 2          | -          | 840       | 0.01  | -     | 0        | -        |
| Nepalí Congreso (Subarna)                                |                           | 4          | -          | 484       | 0.01  | -     | 0        | -        |
| Janata Dal (Sa. Pra.)                                    | Keshar Jung Rayamjhi      | 1          | -14        | 404       | 0.01  | -0.07 | 0        | +0       |
| Samyukta Prajatantra Partido                             |                           | 1          | -          | 218       | 0.00  | -     | 0        | -        |
| Nepal Janahit Partido                                    |                           | 2          | -          | 156       | 0.00  | -     | 0        | -        |
| Radical Nepalí Congreso                                  |                           | 1          | -          | 53        | 0.00  | -     | 0        | -        |
| Partido Democrático Liberal                              |                           | 1          | -          | 18        | 0.00  | -     | 0        | -        |
| Independentes                                            |                           | 385        | +166       | 471,324   | 6.18  | +2.01 | 7        | +4       |
| Votos nulos                                              |                           |            |            | 241,071   | 3.16  | -1.26 |          |          |
| Total:                                                   |                           |            |            | 7,625,348 | 100   |       | 205      |          |

## Consecuencias
Siguiendo la elección el partido Comunista Hombre elegido Mohan Adhikari tan dirigente del partido en el parlamento y él intentaron para formar un gobierno de minoría. King Birendra preguntado tanto los Comunistas y el Nepalí partido de Congreso para explicar a él por qué  tendrían que ser dejados para formar el gobierno y entonces  haga una decisión encima quién tendría que ser Primer ministro nombrado . El Nepalí el congreso intentó para formar un tratar los partidos más pequeños que incluyen el Rastriya Prajatantra Partido para intentar quedar en poder. Aun así esto era unsuccessful y Adhikari devenía Primer ministro al frente de una minoría gobierno Comunista. Por tanto devenían el primer gobierno comunista elegido en una monarquía constitucional anywhere en el mundial y el primer gobierno comunista en Asia para venir a poder democráticamente.